# Eifelhetfläcken

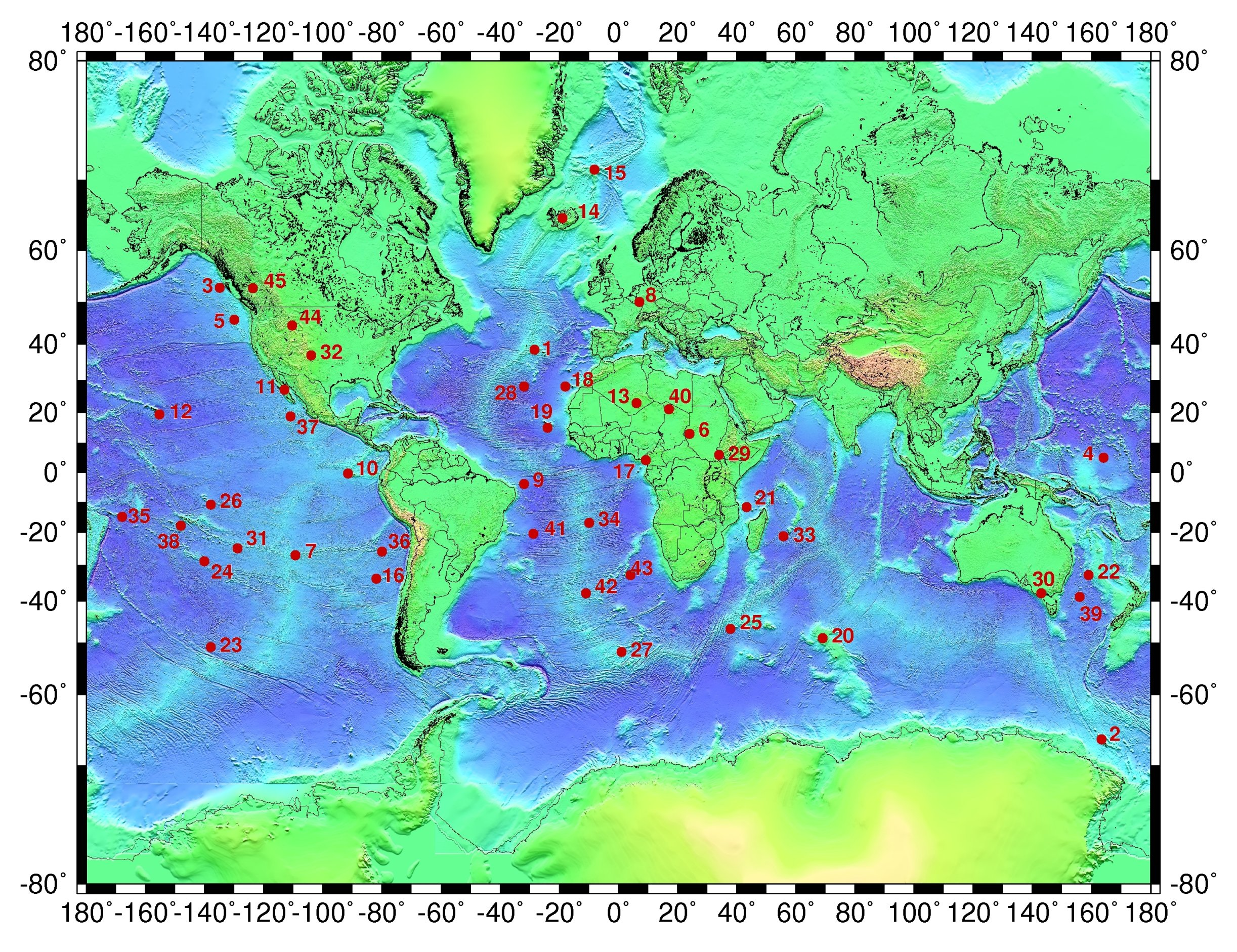
Den här kartan visar föreslagna hetfläckar på jorden. Eifelhetfläcken är markerad 8.

Eifelhetfläcken är en hetfläck i västra Tyskland. Denna hetfläcken antas vara orsaken till många relativt nya vulkanformationer i och omkring bergskedjan Eifel, särskilt det området som kallas Vulkaneifel.  Även om det senaste utbrottet inträffade för omkring 10 000 år sedan indikerar närvaron av vulkaniska gaser i regionen att området fortfarande är aktivt, även om det är svagt.